# 도미하마촌
도미하마촌(富浜村)은 야마나시현 기타쓰루군에 있던 촌이다. 현재의 오쓰키시에 해당한다.

## 역사
- 1874년 - 쓰루군 2개 촌이 합병해 도미하마촌이 성립하였다.
- 1878년 7월 22일 - 군구정촌편직법에 의해, 도미하마촌은 기타쓰루군에 소속되었다.
- 1889년 7월 1일 - 정촌제 시행에 의해 도미하마촌이 단독으로 지자체를 형성하였다.
- 1954년 9월 8일 - 오쓰키시에 편입해, 동일 도미하마촌은 페지되었다.

## 교통

### 철도
- 일본국유철도
  - 주오본선

### 도로
- 국도 제20호선

## 참고문헌
- 角川日本地名大辞典 19 山梨県